# احمد فواد اسماعیل
تان سری داتوک سری احمد فواد بن اسماعیل (زاده ۱۶ ژوئیه ۱۹۵۳)، از سال ۲۰۰۷ تا ۲۰۱۳ به عنوان نهمین شهردار کوالالامپور خدمت کرد. او از روز ۱۴ دسامبر ۲۰۰۷ تا ۱۲ ژوئیه ۲۰۱۳ در این سمت انجام وظیفه کرد.